# Pseudolarentia cryptospilata
Pseudolarentia cryptospilata är en fjärilsart som beskrevs av Walker 1863. Pseudolarentia cryptospilata ingår i släktet Pseudolarentia och familjen mätare. Inga underarter finns listade.